# Victor Majérus
Victor Majérus (Esch-sur-Alzette, 26 marzo 1913 – Lussemburgo, 10 giugno 1978) è stato un calciatore lussemburghese, di ruolo difensore.

## Carriera

### Club
Ha sempre giocato nel campionato lussemburghese.

### Nazionale
Ha rappresentato la Nazionale del suo paese alle Olimpiadi del 1936.